# Bíldudalur
Bíldudalur é uma localidade na Islândia. Em 2018 tinha uma população de cerca de 225 habitantes.